# Église Saint-Étienne de Villiers-sous-Grez
Pour les articles homonymes, voir Église Saint-Étienne et Saint-Étienne (homonymie).
L'église Saint-Étienne est un édifice religieux catholique sis sur la commune de Villiers-sous-Grez, dans le département français de Seine-et-Marne, en France. 

## Histoire
L'édifice, construit au Moyen Âge, est classé au titre des monuments historiques par arrêté depuis le 22 avril 1908.